# Casma
Casma è un comune del Perù, situato nella regione di Ancash e capoluogo della provincia di Casma.